# Hollywood Dream
Hollywood Dream is het debuut- en enige studioalbum van de Engelse rockband Thunderclap Newman. De single Something in the Air bereikte na slechts drie weken de hoogste positie in de UK Singles Chart. In de Verenigde Staten werd de single weinig gedraaid vanwege de voor die tijd revolutionaire liedtekst. Het album werd geproduceerd door Pete Townshend (The Who). In 2016 werd de band met het album door Rolling Stone opgenomen in hun lijst van 40 greatest one-album wonders.

## Nummers
Alle muziek en teksten zijn geschreven door Speedy Keen tenzij anders aangegeven. 
| Nr. | Titel                                             | Duur |
| --- | ------------------------------------------------- | ---- |
| 1.  | Hollywood #1                                      | 3:20 |
| 2.  | The Reason                                        | 4:05 |
| 3.  | Open the Door, Homer (Bob Dylan)                  | 3:00 |
| 4.  | Look Around                                       | 2:59 |
| 5.  | Accidents                                         | 9:40 |
| 6.  | Wild Country                                      | 4:14 |
| 7.  | When I Think                                      | 3:06 |
| 8.  | The Old Cornmill                                  | 3:58 |
| 9.  | I Don't Know                                      | 3:44 |
| 10. | Hollywood Dream (Jack McCulloch, Jimmy McCulloch) | 3:06 |
| 11. | Hollywood #2                                      | 2:54 |
| 12. | Something in the Air                              | 3:54 |

### Bonustracks op heruitgave
| Nr. | Titel                                          | Duur |
| --- | ---------------------------------------------- | ---- |
| 1.  | Something in the Air (singleversie)            | 3:54 |
| 2.  | Wilhemina (Andy Newman)                        | 2:56 |
| 3.  | Accidents (singleversie)                       | 3:46 |
| 4.  | I See It All (Jack McCulloch, Jimmy McCulloch) | 2:46 |
| 5.  | The Reason (singleversie)                      | 3:47 |
| 6.  | Stormy Petrel (Newman)                         | 2:57 |

## Hitlijsten
| Single               | Hitlijst                      | Toppositie |
| -------------------- | ----------------------------- | ---------- |
| Something in the Air | BE (WL) (Ultratop 50 Singles) | 43         |
| Something in the Air | NL (Hilversum 3 Top 30)       | 9          |
| Something in the Air | VK (UK Singles Chart)         | 1          |
| Something in the Air | VS (Billboard Hot 100)        | 37         |
| Accidents            | VK (UK Singles Chart)         | 46         |